# Ping (rivier)

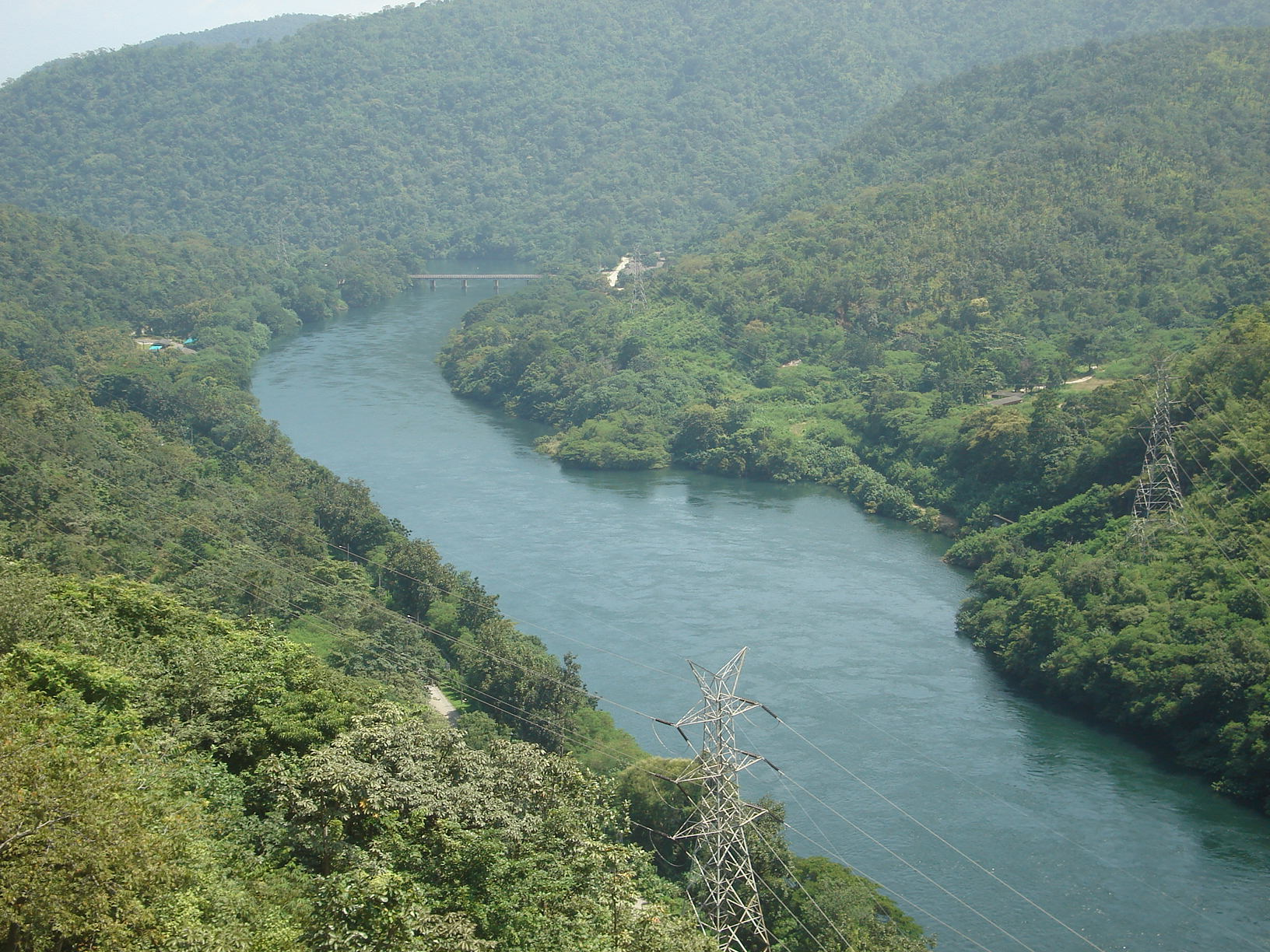
De Ping bij de Bhumiboldam

De Ping is een rivier in Thailand. De rivier ontspringt in Noord-Thailand en vormt bij de stad Nakhon Sawan samen met de Nan de rivier de Menam (Chao Phraya) in Centraal-Thailand. De Ping is 590 kilometer lang.
De rivier de Wang is een zijrivier van de Ping. Deze mondt bij de stad Tak in de provincie Tak uit in de Ping.

## Steden
Belangrijke steden aan de Ping:
- Chiang Mai
- Kamphaeng Phet
- Lamphun
- Nakhon Sawan
- Tak

- Virtual International Authority File: 315134791